# William Butts
Sir William Butts est un médecin anglais du XVIe siècle. Il naît en 1486 à Fulham, Middlesex, en Angleterre.

## Biographie
Il suit des études à Cambridge et obtient un M.D. (diplôme de Doctor of Medicine) en 1518. Il devient médecin à la cour de Henri VIII en 1528 et traite le roi directement. Il épouse Margaret Bacon avec laquelle il a trois enfants. Il est fait chevalier en 1544, un an avant sa mort.

## Postérité
Une paire de portraits de William Butts et de sa femme ont été réalisés par Hans Holbein le Jeune et sont désormais au Musée Isabella-Stewart-Gardner de Boston. Butts apparaît aussi aux côtés d'Henri VIII dans le tableau du même artiste, King Henry VIII Grants the Charter to the Barber-Surgeons.